# Đường cao tốc sân bay quốc tế Incheon
Đường cao tốc sân bay Quốc tế Incheon (Tiếng Hàn: 인천국제공항고속도로, Incheon Gukje Gonghang Gosok Doro) là đường cao tốc ở Hàn Quốc nối Sân bay quốc tế Incheon với Seoul.

## Lịch sử
- Tháng 12 1995: Công trình khởi công.
- 20 thang 11 2001: Mở cửa lưu thông.
- 27 tháng 6 năm 2013: Cheongna IC mở cửa lưu thông.

## Tổng quan

### Số làn đường
- No-oji JC ~ Bungno JC, Cầu Yeongjong (Jungsan-dong, Seodan) ~ N.Incheon IC (Đoạn cầu Yeongjong) : Khứ hồi 6 làn xe
- Điểm đầu sân bay Incheon ~ Cầu Yeongjong (Jungsan-dong, Seodan), N.Incheon IC ~ No-oji JC : Khứ hồi 8 làn xe

### Chiều dài
- 36.55 km

### Tốc độ giới hạn
- Tối đa: 100 km/h, tối thiểu 50 km/h cho tất cả các đoạn (Tuy nhiên, tối đa 80 km/h cho đoạn cầu Yeongjong)

### Đường hầm
| Tên hầm    | Vị trí                         | Chiều dài | Năm hoàn thành | Ghi chú     |
| ---------- | ------------------------------ | --------- | -------------- | ----------- |
| Hầm Gaehwa | Gaehwa-dong, Gangseo-gu, Seoul | 634.5m    | 2000           | Hướng lên   |
| Hầm Gaehwa | Gaehwa-dong, Gangseo-gu, Seoul | 630m      | 2000           | Hướng xuống |

## Nút giao thông · Giao lộ
- IC và JC: Giao lộ, TG: Trạm thu phí, SA: Khu vực dịch vụ.
- Đơn vị đo khoảng cách là km.
- Phần màu hồng nhạt (■): Đoạn đường không phải cao tốc

| Số                                                  | Tên                               | Tên                               | Khoảng cách                       | Tổng khoảng cách                  | Kết nối                                                                                     | Vị trí                            | Vị trí                            | Ghi chú |
| Số                                                  | Tiếng Anh                         | Hangul                            | Khoảng cách                       | Tổng khoảng cách                  | Kết nối                                                                                     | Vị trí                            | Vị trí                            | Ghi chú |
| Kết nối trực tiếp với Gonghang-ro                   | Kết nối trực tiếp với Gonghang-ro | Kết nối trực tiếp với Gonghang-ro | Kết nối trực tiếp với Gonghang-ro | Kết nối trực tiếp với Gonghang-ro | Kết nối trực tiếp với Gonghang-ro                                                           | Kết nối trực tiếp với Gonghang-ro | Kết nối trực tiếp với Gonghang-ro | Kết nối trực tiếp với Gonghang-ro |
| --------------------------------------------------- | --------------------------------- | --------------------------------- | --------------------------------- | --------------------------------- | ------------------------------------------------------------------------------------------- | --------------------------------- | --------------------------------- | --- |
|                                                     | Yongyu/Muui                       | 용유/무의                         | -                                 | -                                 | Yeongjonghaeannam-ro Gonghang-ro                                                            | Incheon                           | Jung-gu                           | |
|                                                     | Sinbul                            | 신불                              | -                                 | -                                 | Gonghangdong-ro                                                                             | Incheon                           | Jung-gu                           | |
|                                                     |                                   | 인천공항기점                      | -                                 | 0.00                              |                                                                                             | Incheon                           | Jung-gu                           | |
| 1                                                   | Airport New Town JC               | 공항신도시 분기점                 | 1.98                              | 1.98                              | Đường cao tốc Gyeongin thứ hai Yeongjonghaeanbuk-ro 1050beon-gil                            | Incheon                           | Jung-gu                           | Cả 2 hướng |
| 2                                                   | Airport Entrance JC               | 공항입구 분기점                   | 2.82                              | 4.80                              | Yeongjonghaeanbuk-ro                                                                        | Incheon                           | Jung-gu                           | Trong trường hợp đi theo hướng Goyang, không thể đi vào Yeongjonghaeanbuk-ro (hướng Eulwang) |
| 3                                                   | Geumsan                           | 금산                              | 1.10                              | 5.90                              | Jayeon-daero                                                                                | Incheon                           | Jung-gu                           | Chỉ vào được hướng Goyang và ra Incheon |
| 4-1                                                 | Hansang                           | 한상                              |                                   |                                   |                                                                                             | Incheon                           | Jung-gu                           | Dự kiến mở |
| SA                                                  | Yeongjong Bridge SA               | 영종대교휴게소                    |                                   |                                   |                                                                                             | Incheon                           | Seo-gu                            | Hướng Incheon |
| SA 4                                                | N.Incheon                         | 북인천                            | 10.20                             | 16.10                             | Tỉnh lộ 84 (Gyeongmyeong-daero) ( Đường cao tốc vành đai 2 vùng thủ đô Seoul)               | Incheon                           | Seo-gu                            | Chỉ vào đường phụ của cầu Yeongjong Có thể đi vào Đường cao tốc vành đai 2 vùng thủ đô Seoul hướng Incheon và hướng Goyang |
| TG                                                  | Incheon Airport TG                | 인천공항 요금소                   |                                   |                                   |                                                                                             | Incheon                           | Seo-gu                            | Trạm thu phí chính Trạm thu phí Singonghang cũ |
| 5                                                   | Cheongna                          | 청라                              |                                   |                                   | Tỉnh lộ 84 (Bongsu-daero)                                                                   | Incheon                           | Seo-gu                            | Chỉ có các hướng Goyang và Incheon. Khi vào và ra, hãy sử dụng làn đường bên cạnh trạm thu phí Sân bay Incheon |
|                                                     | Geomdan                           | 검단                              |                                   |                                   |                                                                                             | Incheon                           | Seo-gu                            | Đang xây dựng |
| 6                                                   | No-oji JC                         | 노오지 분기점                     | 12.59                             | 28.69                             | Đường cao tốc vành đai 1 vùng thủ đô Seoul                                                  | Incheon                           | Gyeyang-gu                        | Trong trường hợp hướng đi Incheon, không thể đi vào Đường cao tốc vành đai 1 vùng thủ đô Seoul |
| 7                                                   | Gimpo Airport                     | 김포공항                          | 3.81                              | 32.50                             | Quốc lộ 39 (Gyehwadong-ro·Beolmal-ro) Quốc lộ 48 (Gonghang-daero·Gimpo-daero·Gyehwadong-ro) | Incheon                           | Gyeyang-gu                        | Chỉ được phép vào Incheon và ra Goyang |
| 7                                                   | Gimpo Airport                     | 김포공항                          | 3.81                              | 32.50                             | Quốc lộ 39 (Gyehwadong-ro·Beolmal-ro) Quốc lộ 48 (Gonghang-daero·Gimpo-daero·Gyehwadong-ro) | Gyeonggi-do                       | Gimpo-si                          | Chỉ được phép vào Incheon và ra Goyang |
| 7                                                   | Gimpo Airport                     | 김포공항                          | 3.81                              | 32.50                             | Quốc lộ 39 (Gyehwadong-ro·Beolmal-ro) Quốc lộ 48 (Gonghang-daero·Gimpo-daero·Gyehwadong-ro) | Seoul                             | Gangseo-gu                        | Chỉ được phép vào Incheon và ra Goyang |
| 8                                                   | 88 JC                             | 88 분기점                         | 2.43                              | 34.93                             | Đường cao tốc Pyeongtaek–Paju Tuyến đường Seoul 88 (Olympic-daero) Banghwa-daero            | Seoul                             | Gangseo-gu                        | Trùng với Đường cao tốc Pyeongtaek–Paju Không thể đi vào Olympic-daero (hướng đi Gangdong) trong trường hợp đi theo hướng Incheon Không thể vào Đường cao tốc Pyeongtaek–Paju (hướng đi Pyeongtaek) trong trường hợp đi theo hướng Goyang |
| 9                                                   | Bungno JC                         | 북로 분기점                       | 1.62                              | 36.55                             | Đường cao tốc Pyeongtaek–Paju Quốc lộ 77 (Jayu-ro · Gangbyeonbuk-ro)                        | Gyeonggi-do                       | Goyang-si                         | Đường cao tốc Pyeongtaek–Paju và hướng Goyang không thể vào Jayu-ro (hướng Paju) |
| Kết nối trực tiếp với Đường cao tốc Pyeongtaek–Paju |                                   |                                   |                                   |                                   |                                                                                             |                                   |                                   | |

## Liên kết
- MOLIT Chính phủ Hàn Quốc, Bộ nhà đất, hạ tầng và giao thông vận tải Hàn Quốc